# 路易斯安那特区
路易斯安那特区（英語：District of Louisiana），美国历史上的一个临时行政区。美国在完成路易斯安那购地之后，原法属路易斯安那南部建制为奥尔良领地，其余部分则成立路易斯安那特区。路易斯安那特区的存续时间为1804年3月10日至1805年6月4日。1805年6月4日，路易斯安那特区改为路易斯安那领地。